# Leonhard Schmitz
Leonhard Schmitz (anglicizzato Leonard Schmitz; Eupen, 6 marzo 1807 – 1º maggio 1890) è stato un latinista e scrittore prussiano.

## Biografia

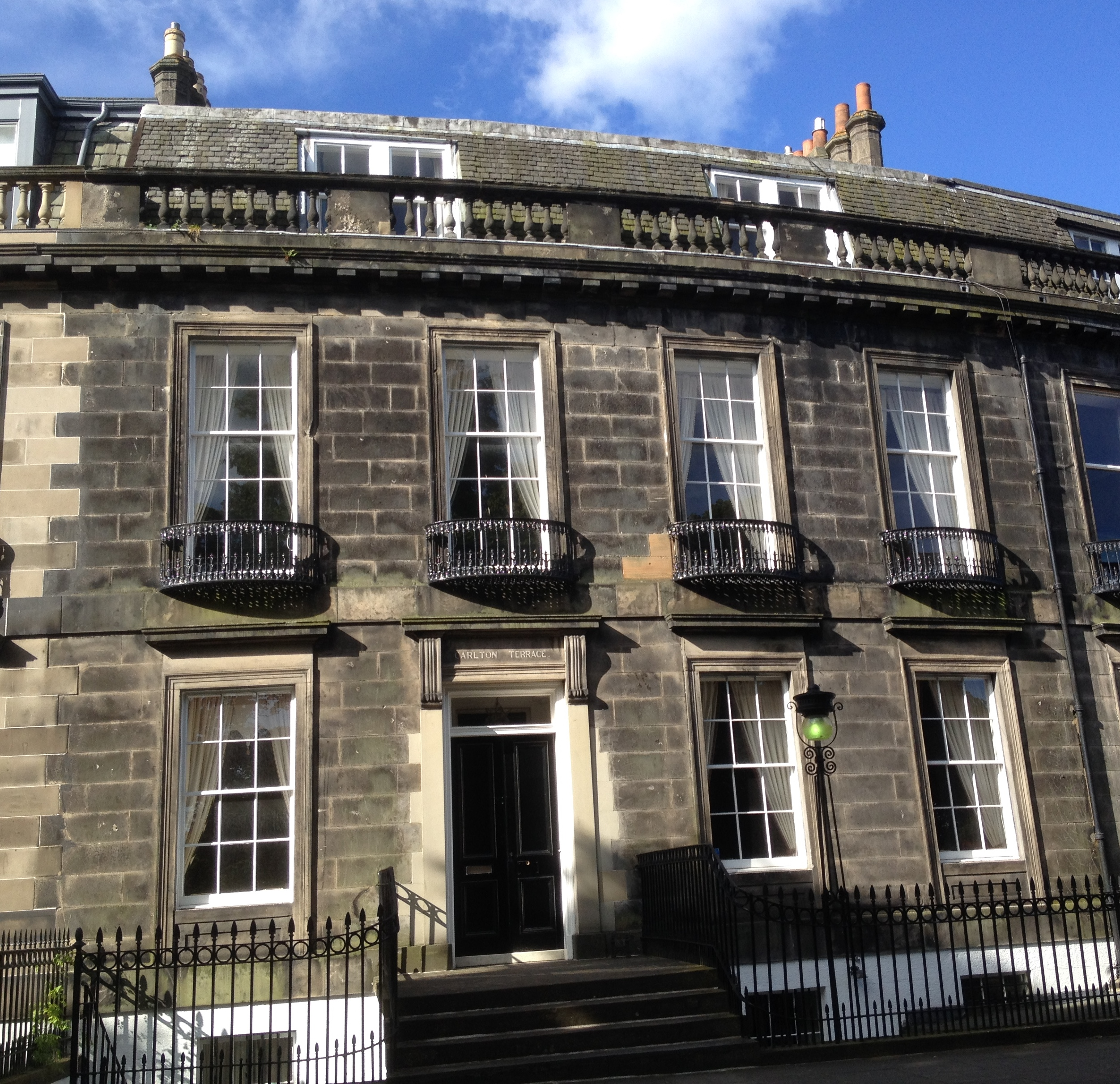
N. 11 di Carlton Terrace, a Edimburgo.

Schmitz nacque a Eupen in quella che allora era la Prussia (odierno Belgio) vicino al confine tra Belgio e Germania.
Frequentò il ginnasio di Aix-la-Chappelle a est (ora chiamata Aquisgrana e nell'odierna Germania). Dopo aver perso il braccio destro in un incidente all'età di 10 anni, si dedicò con fervore agli studi eccellendo a livello accademico. Studiò all'Università di Bonn, presso la quale conseguì un dottorato di ricerca, e fu influenzato in particolare da Barthold Georg Niebuhr; nel 1844, Schmitz in seguito pubblicò in Inghilterra una raccolta di appunti tratti dalle lezioni di Niebuhr col titolo di Lectures on Roman History ("Letture di Storia Romana").
Nel Regno Unito divenne collaboratore di un certo numero di studiosi e redasse un considerevole numero delle voci mitologiche per il Dictionary of Greek and Roman Biography and Mythology ("Dizionario di biografia e mitologia greca e romana") del classicista William Smith, servendo come "una figura chiave nella trasmissione della cultura classica tedesca alla Gran Bretagna vittoriana".
Nel 1846 si trasferì in Scozia dove fu nominato rettore della Royal High School di Edimburgo, carica che occupò fino al 1866. Visse al numero 11 di Carlton Terrace a Calton Hill, in una posizione molto prossima alla scuola.
Su proposta del classicista James Pillans, nel 1846 fu eletto membro della Royal Society di Edimburgo. Nel discorso che pronunciò appena eletto, espresse la speranza che la sua nomina fosse "il mezzo per rafforzare e aumentare la simpatia intellettuale che esiste da così tanto tempo tra questo Paese e la Germania". In tale veste, nel 1859 ebbe occasione di insegnare storia romana al principe di Galles.
Nel 1866 fece ritorno in Inghilterra, dove fino al 1874 fu preside del London International College e, nel decennio successivo, esaminatore delle materie classiche presso l'Università di Londra. Nel 1881 gli fu concessa una pensione di lista civile di £ 50, raddoppiata nel 1886.

### Vita privata
Sposò una donna inglese, Eliza Mary Machell, e si trasferì in Inghilterra nel 1837; intorno al 1840 ebbero una figlia, Leonora Schmitz, che sarebbe poi diventata una nota critica musicale.

## Opere
- A Grammar of the Latin Language (1845) con Karl Zumpt
- The History of Rome (1851), come co-autore
- Lectures on Ancient History (1852)
- Lectures on the History of Rome (1852)
- Elementary Latin Grammar and Exercise (1853)
- Lectures on Ancient Ethnography and Geography (1854)
- A Manual of Ancient Geography (1857)
- The Ancient History of Herodotus (1859)
- Biographies of Eminent Soldiers of the Last Four Centuries (18965)
- A History of England for Junior Classes (1877)
- A History of Latin Literature (1877)
- A Practical Grammar of the German Language
- Putnam's Short School Histories (1876): England + Germany + Greece + Rome.